# Spoorlijn Saint-Sever - Hagetmau
De spoorlijn Saint-Sever - Hagetmau was een Franse spoorlijn van Saint-Sever naar Hagetmau. De lijn was 15,0 km lang en heeft als lijnnummer 653 000.

## Geschiedenis
De lijn werd geopend door de Compagnie des Chemins de fer du Midi op 17 februari 1910. Oorspronkelijk was het bedoeling om de lijn vanuit Hagetmau te verlengen naar Pau, dit gedeelte is echter nooit gerealiseerd.
Personenvervoer werd opgeheven op 2 oktober 1938, goederenvervoer was er tot 2013, in 2024 is de lijn opgebroken.

## Aansluitingen
In de volgende plaats was er een aansluiting op de volgende spoorlijn:
Saint-Sever
RFN 654 000, spoorlijn tussen Dax en Mont-de-Marsan